# Härnösand
Härnösand este un oraș în Suedia.

## Demografie
| \| Evoluția demografică a zonei urbane Härnösand, 1970–2015 \| Evoluția demografică a zonei urbane Härnösand, 1970–2015 \| Evoluția demografică a zonei urbane Härnösand, 1970–2015 \| Evoluția demografică a zonei urbane Härnösand, 1970–2015 \| Evoluția demografică a zonei urbane Härnösand, 1970–2015 \| \| --------------------------------------------------------------------------------------- \| -------------------------------------------------------- \| -------------------------------------------------------- \| -------------------------------------------------------- \| -------------------------------------------------------- \| \| An \| \| \| Locuitori \| \| \| 1970 \| 1970 \| \| 18.683 \| 18.683 \| \| 1975 \| 1975 \| \| 18.971 \| 18.971 \| \| 1980 \| 1980 \| \| 19.473 \| 19.473 \| \| 1990 \| 1990 \| \| 19.126 \| 19.126 \| \| 1995 \| 1995 \| \| 19.185 \| 19.185 \| \| 2000 \| 2000 \| \| 17.977 \| 17.977 \| \| 2005 \| 2005 \| \| 18.003 \| 18.003 \| \| 2010 \| 2010 \| \| 17.556 \| 17.556 \| \| 2015 \| 2015 \| \| 18.426 \| 18.426 \| \| Sursa: SCB - Statistika Centralbyrån, Folkmängden per tätort. Vart femte år 1960 - 2016 \| \| \| \| \| |      |  |           |        |
| Evoluția demografică a zonei urbane Härnösand, 1970–2015 |      |  |           |        |
| An |      |  | Locuitori |        |
| 1970 | 1970 |  | 18.683    | 18.683 |
| 1975 | 1975 |  | 18.971    | 18.971 |
| 1980 | 1980 |  | 19.473    | 19.473 |
| 1990 | 1990 |  | 19.126    | 19.126 |
| 1995 | 1995 |  | 19.185    | 19.185 |
| 2000 | 2000 |  | 17.977    | 17.977 |
| 2005 | 2005 |  | 18.003    | 18.003 |
| 2010 | 2010 |  | 17.556    | 17.556 |
| 2015 | 2015 |  | 18.426    | 18.426 |
| Sursa: SCB - Statistika Centralbyrån, Folkmängden per tätort. Vart femte år 1960 - 2016 |      |  |           |        |